# Fritz Fischer (arts)
Fritz Fischer (Berlin-Tegel, 5 oktober 1912 - Ingelheim, 2003) was een chirurg en Sturmbannführer (majoor) in de Schutzstaffel (SS). Fischer nam in het concentratiekamp Ravensbrück deel aan medische experimenten op de gevangenen.

## Biografie
Fischer werd geboren in Berlin-Tegel. Hij studeerde aanvankelijk geneeskunde in Bonn, maar later in Berlijn, Leipzig en uiteindelijk in Hamburg, waar hij in 1938 zijn diploma behaalde. In 1934 werd Fischer lid van de SS en in 1937 trad hij toe tot de NSDAP. Op 1 november 1939 werd hij naar de Waffen-SS overgeplaatst en ging als arts in het Hohenlychen Sanatorium. Hij was daar assistent van Karl Gebhardt. Inmiddels was hij opgeklommen tot de rang van tweede luitenant.
In juni 1941 ging hij als arts aan de slag bij het SS-regiment Leibstandarte Adolf Hitler. Hij raakte al snel gewond en keerde nog datzelfde jaar terug naar Hohenlychen. Ditmaal ging hij werken in het concentratiekamp Ravensbrück als chirurgisch assistent van Karl Gebhardt. Hij nam deel aan diverse chirurgische experimenten bij gevangenen. Tevens ondernam hij samen met Percy Treite verscheidene experimenten met sulfonamide op de vrouwelijke gevangenen. Hij deed dit in het kader van onderzoek naar de behandeling van geïnfecteerde en opgezette wonden en bottransplantaties. In mei 1943 verliet hij Ravensbrück en werd hij naar het front gestuurd. Ruim een jaar later, op 18 augustus, raakte hij zwaargewond en moest zijn rechterarm worden geamputeerd. In december 1944 werd hij in het Berlijnse ziekenhuis Charité aangesteld als arts. Echter, in april 1945 keerde hij weer terug naar Hohenlychen.
Fischer werd door de geallieerden gevangengenomen en aangeklaagd voor zijn daden. In het Artsenproces werd hij schuldig bevonden aan zijn daden: hij werd veroordeeld tot levenslang. De straf werd in 1951 omgezet naar vijftien jaar. Drie jaar later, in maart 1954, werd hij vervroegd vrijgelaten. Het werd Fischer daarnaast toegestaan om weer in de geneeskunde te gaan werken. Hij startte een nieuwe carrière bij het chemiebedrijf Böhringer in Ingelheim, waar hij in 2003 kwam te overlijden.